# Erwan Dridi
Pour les articles homonymes, voir Dridi.

a Compétitions nationales et continentales officielles uniquement.

b Matchs officiels uniquement.
Dernière mise à jour le 22 septembre 2024.
Erwan Dridi, né le 4 juillet 2000 à Toulon, est un joueur français de rugby à XV qui évolue aux postes d'ailier ou d'arrière au CA Brive.

## Biographie
Erwan Dridi est né le 4 juillet 2000 à Toulon. Il commence le rugby au RC La Valette Le Revest puis au RC Hyères Carqueiranne La Crau, avant de rejoindre le centre de formation du RC Toulon en 2016, à l’âge de 16 ans.
Il évolue principalement au poste d'ailier mais peut aussi être placé à l'arrière, son poste de formation ou également au centre.
Erwan Dridi dispute son premier match professionnel en Top 14 le 25 mai 2019 à seulement 18 ans, titularisé à l'aile lors de la victoire 16-25 chez les Tarnais du Castres olympique.
Il connaît son deuxième match en débutant encore contre Bayonne le 15 novembre 2019 en Challenge européen.
Il dispute onze matchs et marque trois essais en Top 14 lors de la saison 2020-2021.
En 2021, il dispute également le Supersevens, compétition de rugby à sept.
Le 16 octobre 2021, le RC Vannes, évoluant en Pro D2, annonce l'arrivée en prêt d'Erwan Dridi.
En mai 2022, il s'engage pour deux ans avec le FC Grenoble à partir de la saison 2022-2023.
En mars 2024, il s'engage pour deux ans avec le CA Brive à partir de la saison 2024-2025.

## Palmarès

### En club
- Avec le RC Toulon
  - Champion de France junior en 2017[réf. nécessaire]
  - Champion de France espoirs en 2019
  - Finaliste du Challenge européen en 2020

- Avec le FC Grenoble
  - Finaliste du Championnat de France de Pro D2 en 2023 et 2024

### En équipe nationale
France -18

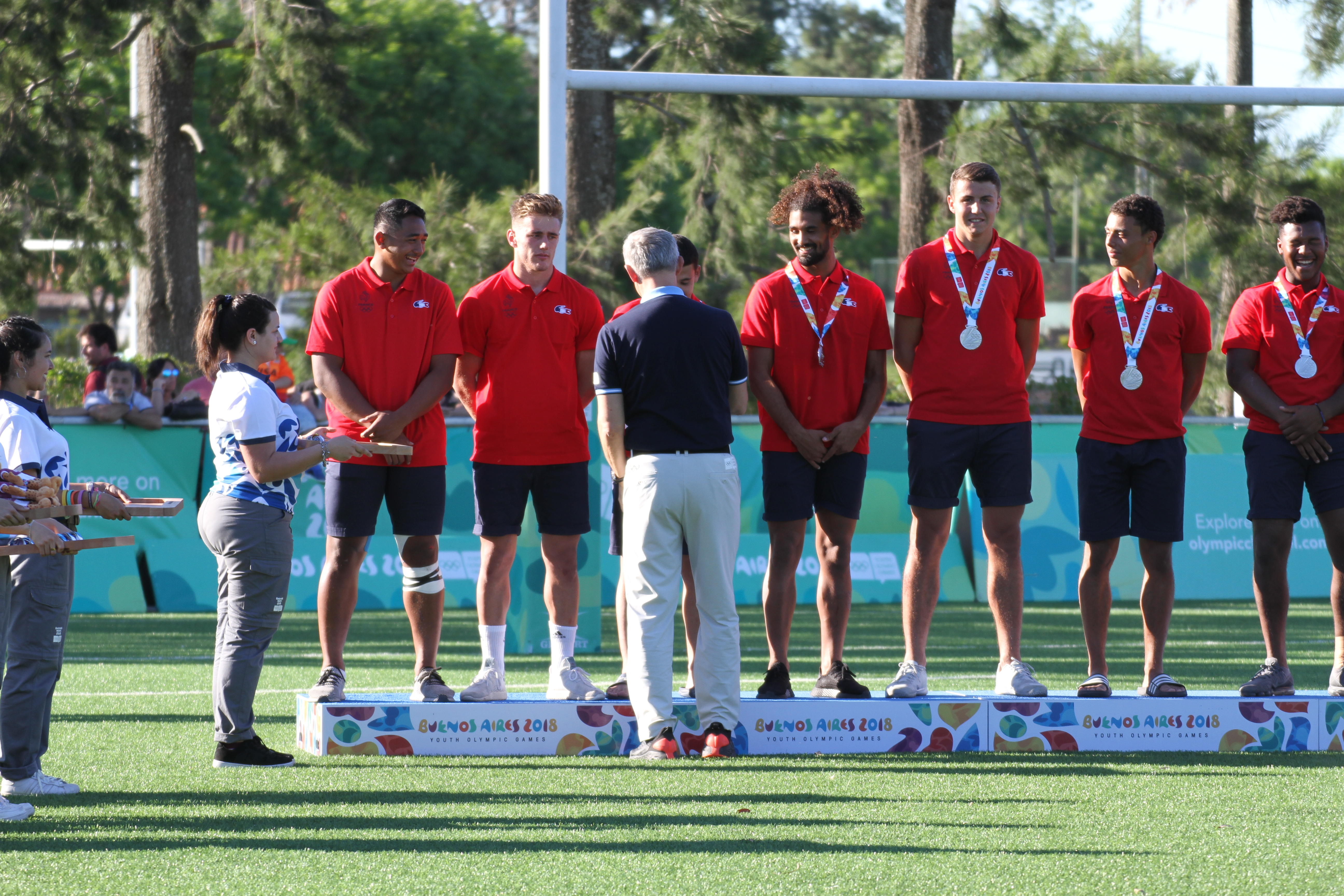
Erwan Dridi lors de la remise des médailles aux JO de la jeunesse 2018.

- Vice-champion olympique de la jeunesse en 2018